# Lobelia lukwangulensis
Lobelia lukwangulensis är en klockväxtart som beskrevs av Adolf Engler. Lobelia lukwangulensis ingår i släktet lobelior, och familjen klockväxter. Inga underarter finns listade i Catalogue of Life.